# Ortsbach (Poybach)
Der Ortsbach (im Oberlauf Wetzelsdorfer Graben) ist ein rechter, überwiegend ostwärts laufender Zufluss des Poybachs bei Walterskirchen in der Stadtgemeinde Poysdorf im niederösterreichischen Bezirk Mistelbach.
Der Ortsbach entspringt südwestlich von Wetzelsdorf als Wetzelsdorfer Graben. Noch vor diesem Ort fließt von links der Emmerstalbach zu, nach diesem von derselben Seite der Baumfeldgraben. Sodann durchquert der Ortsbach den Anger des Ortes Ketzelsdorf und erreicht weiter abwärts Walterskirchen, wo er am südöstlichen Ortsende von rechts in den Poybach einfließt. Sein Einzugsgebiet umfasst 15,7 km² in weitgehend offener Landschaft.